# Новые Кузнецы
Новые Кузнецы  — деревня в Ржевском районе Тверской области. Входит в состав сельского поселения «Чертолино».

## География
Находится в южной части Тверской области на расстоянии приблизительно 27 км по прямой на запад от вокзала станции Ржев-Балтийский.

## История
На карте 1939 года отмечена была как поселение с 19 дворами.

## Население
Численность населения: 3 человека (русские 100 %) в 2002 году, 1 в 2010.